# Romana Hejdová
Romana Hejdová (9 de maio de 1988) é uma basquetebolista profissional checa.

## Carreira
Romana Hejdová integrou a Seleção Checa de Basquetebol Feminino, em Pequim 2008, que terminou na sétima colocação.